# MEMPLEX
MEMPLEX ist eine Gefahrstoffdatenbank für öffentliche Feuerwehren, Betriebs- und Werkfeuerwehren sowie Organisationen des Rettungsdienstes und für den Bevölkerungsschutz. Die Gefahrstoffdatenbank MEMPLEX kann sowohl in Leitstellensystemen wie auch auf Computern vor Ort verwendet werden.

## Inhalt
Zu mehr als 11.000 Stoffen bei über 315.000 Suchkriterien werden Stoffdaten und Maßnahmenempfehlungen geliefert. Dazu kommen Hinweise für die Einsatzkräfte des Rettungsdienstes und für Ärzte.
Die Datenbank beinhaltet stoffbezogen ein weit verzweigtes Adressenverzeichnis zu weiterem Expertenrat und zu Hilfseinrichtungen, Hinweisen zu Materialbeständigkeiten und zu Chemikalienschutzanzügen. Die CBRN-Messtechnik zur Messung von Gefahrstoffen wird ausführlich behandelt und eine Auflistung stoffbezogener Kenngrößen bietet insbesondere dem Technischen Fachberater Feuerwehr eine wertvolle Unterstützung.

## Module
Das Modul Dekontamination ermöglicht die gezielte Auswahl des geeigneten Dekontaminationsverfahrens für Personen, Geräte und Infrastruktur. In die Datenbank ist auch das Ausbreitungsmodul MET zur Ausbreitungsrechnung bei unterschiedlichen Wettersituationen und Austrittsvarianten integriert. Das Modul SISy ermöglicht die Abschätzung einer Gefährdung durch radioaktive Stoffe. Das Biomodul informiert über Gefahren und Maßnahmen biologischer Stoffe (Bakterien, Viren, Pilze, Protozoen, Parasiten). Alle Module enthalten Informationen zu CBRN-Kampfstoffen, die auf den Einsatz im Bevölkerungsschutz abgestimmt sind. 

## Alternativen
- Hommel, Handbuch der gefährlichen Güter, wissenschaftlicher Springer-Verlag.
- ERI-Card, Handbuch des Verbandes der Europäischen chemischen Industrie
- Gefahrstoffschlüssel
- Chemis
- Gefahrgutdatenbank GGDAT, Feuerwehrdatenbank aus Österreich